# Renault Type C
La Renault Type C est une automobile de la marque Renault conçue et produite par Louis Renault en 1900.

## Historique
L'apparition de la voiturette Renault « Type C » est annoncée dans la presse à l'automne 1899. Le modèle est présenté en avril 1900 au Salon de l'Automobile de Vincennes (France), dans le cadre de l'Exposition universelle.
Cette nouvelle version change d'allure : le capot devient carré avec des pans coupés (modification découlant du changement du système de refroidissement, qui utilise l'air à la place de l'eau). Le châssis conserve le dessin des types « A » et « B », mais il est plus long et plus large. Il est proposé sous trois formes : cabriolet 2/3 places avec banquette arrière démontable, tonneau 4 places et coupé 2/3 places.
Avec ce modèle, Renault Frères s'affirme dans la compétition automobile. La « Type C » s'impose en 1900 dans les courses Paris-Bordeaux et Paris-Toulouse. Ces victoires sportives contribuent à en faire un véritable succès commercial. Le constructeur reçoit 350 commandes : 179 exemplaires sont produits en 1900 alors que la production nationale est de 4 100 véhicules dans l'année. Dotée d’un minuscule moteur de 450 cm3 développant 3 ch, elle était capable de d’atteindre la vitesse de 32,6 km/h !

## Culture populaire
La Renault Type C est la voiture du Dr Grossgrabenstein, un excentrique égyptologue allemand de l'album Le Mystère de la Grande Pyramide. (Dans cette version, elle comporte un parasol circulaire frangé pour protéger le conducteur du soleil). Le véhicule est qualifié humoristiquement par le Professeur Mortimer d'« admirable vestige du génie humain ».

## Liens externes

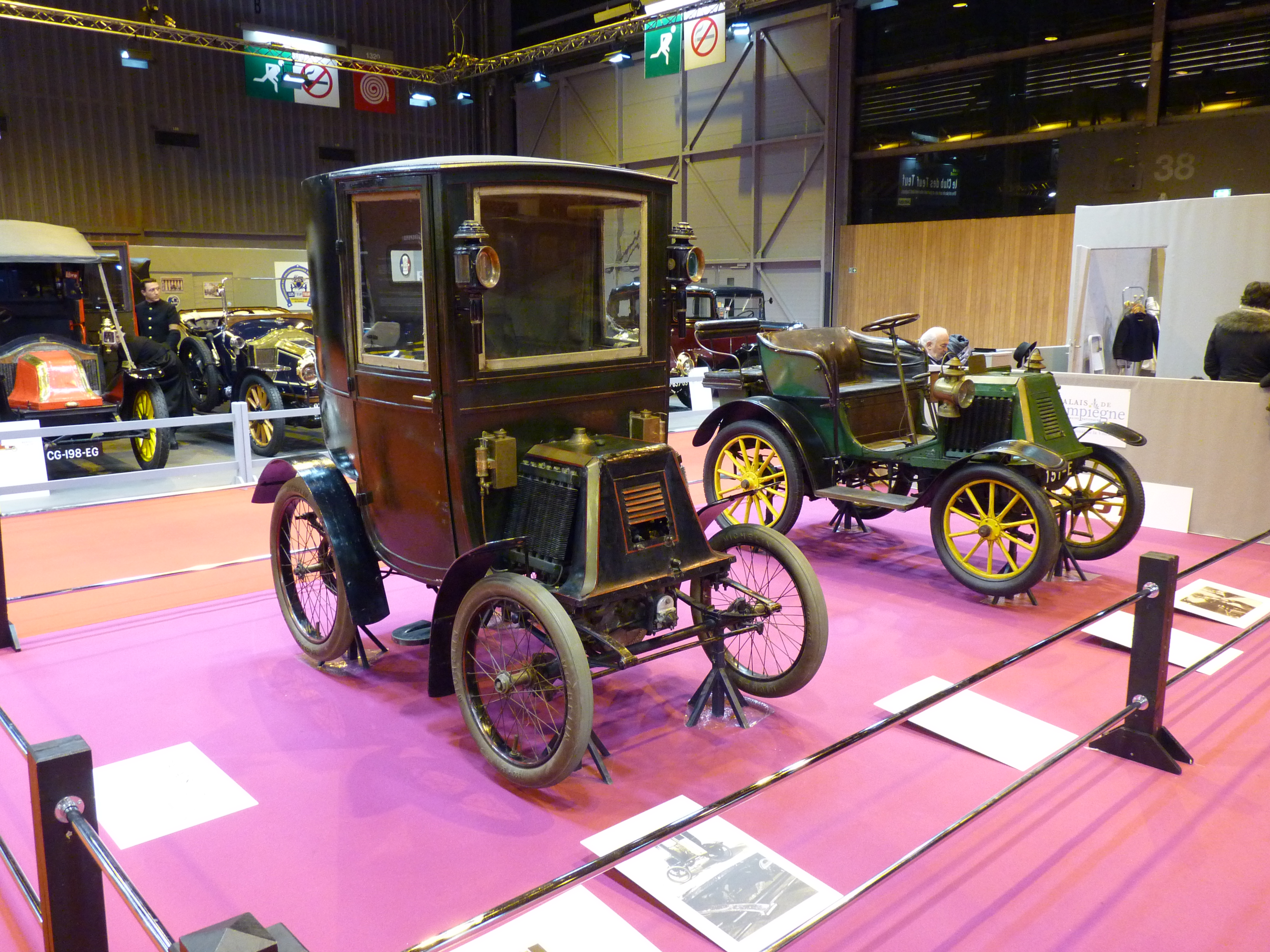
La version fermée de la Renault Type C 1900.